# Marcel Lollia
Marcel Lollia dit Vélo, né le 7 décembre 1931 et mort le 5 juin 1984, est un percussionniste guadeloupéen, maître tanbouyé (joueur de tambour) de la Guadeloupe.

## Biographie
Marcel Lollia fait ses débuts à Pointe-à-Pitre, auprès du grand maître Carnot, François Mauléon. Son surnom Vélo vient de l'association du prénom et du nom de son père, Vénance Lollia.
Joueur de tambour ka, ou gwoka, respecté, Vélo a inauguré une école de cet instrument typiquement guadeloupéen.
Marcel Lollia meurt le 5 juin 1984, à la suite d'une longue maladie et dans la misère. Il a eu des funérailles publiques. De fervents disciples, notamment sous l'impulsion du mouvement culturel Akiyo lui ont rendu hommage en édifiant une statue de lui jouant du ka située au centre de la rue Saint-John Perse à Pointe-à-Pitre, en Guadeloupe.

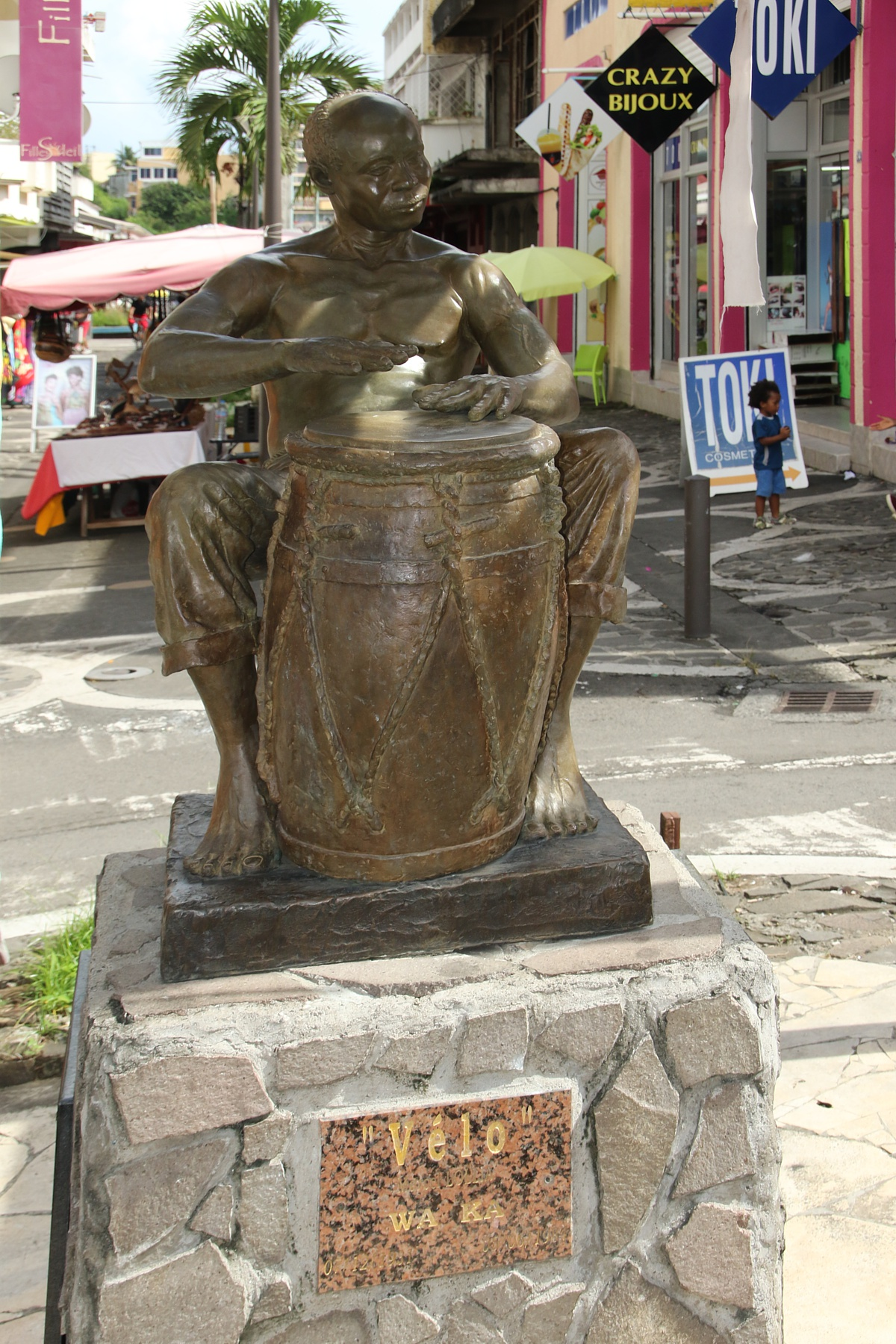
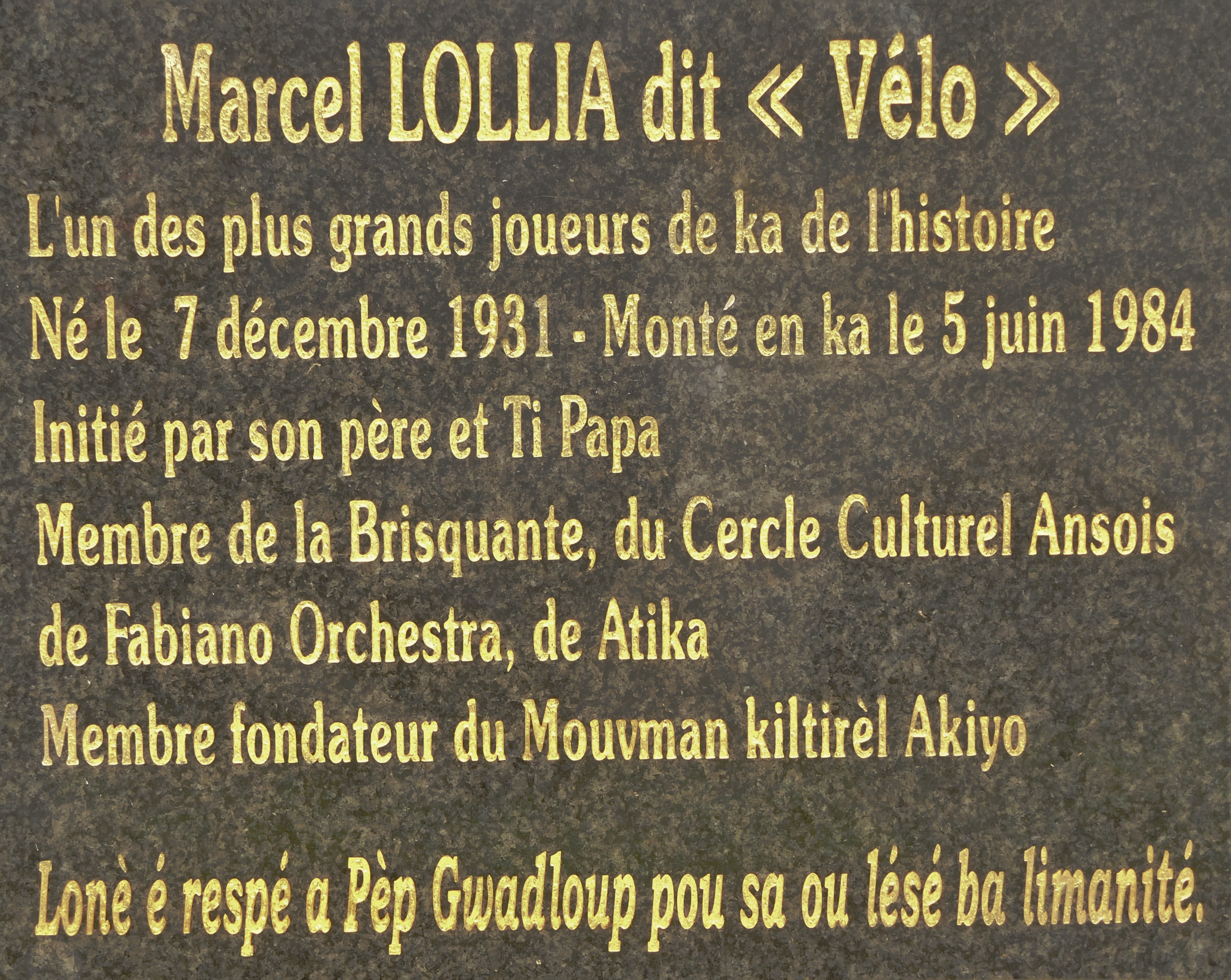